# Luis Alberto Ramos
Luis Alberto Ramos Carobene (* 2. Oktober 1953 in Mendoza) ist ein ehemaliger argentinischer Fußballspieler. Der Stürmer gewann 1979 und 1984 die Copa Chile.

## Karriere
Luis Alberto Ramos begann seine Profikarriere in Argentinien, wo er für Huracán Las Heras, Rosario Puerto Belgrano und Atlanta spielte. 1977 wechselte der Offensivakteur nach Chile, wo er den Großteil seiner Karriere verbrachte. Mit Ausnahme von 1981, als er beim spanischen FC Elche unter Vertrag stand, war er von 1977 an bis zu seinem Karriereende 1987 in Chile aktiv. 1979 gewann Ramos die Copa Chile mit Universidad de Chile, 1984 mit Everton. Auch nach seinem Karriereende blieb der Argentinier im Nachbarland und war als Trainer in unteren Ligen tätig.

## Erfolge
U de Chile
- Chilenischer Pokalsieger: 1979

Everton
- Chilenischer Pokalsieger: 1984